# Аветисов, Георгий Паруйрович
Георгий Паруйрович Аветисов (24 июня 1940, Калинин, СССР — 27 октября 2020) — советский и российский учёный, специалист по сейсмичности, тектонике Земли и глубинному строению Земли, топонимике российской и зарубежной Арктики, главный научный сотрудник Всероссийского научно-исследовательского института геологии и минеральных ресурсов Мирового океана (ВНИИОкеангеология), доктор геолого-минералогических наук (1996), действительный член Русского Географического общества. Почётный полярник. Участник и руководитель многочисленных экспедиций в Арктике.

## Биография
Родился в 1940 году в г. Калинине, в семье архитектора П. Г. Аветисова и бухгалтера Н. Д. Храповицкой. Потомок дворянских родов Храповицких, Шишковых и Хвостовых. Праправнук героя Отечественной войны 1812 года адъютанта М. И. Кутузова Арсения Николаевича Хвостова (1783—1830). Потомок статс-секретаря Екатерины II Александра Васильевича Храповицкого. Дед — Д. Н. Хвостов, тверской помещик, известный активист тверского отделения Союза русского народа.
В 1963 году окончил геофизический факультет Ленинградского горного института. В 1966 году, после двух лет срочной службы в армии, поступил на работу в Научно-исследовательский институт геологии Арктики (ныне — ВНИИОкеангеология), где работал до 2020 года.
В 1966—1968 годах работал в составе высокоширотных экспедиций «Север», выполняя налёдные сейсмические исследования, как на базовой дрейфующей станции, так и в авиадесантных отрядах НИИГА в Центральном Арктическом бассейне. Затем работал на островах и побережье Северного Ледовитого океана.
В 1967—1970 годах, когда НИИГА начал вести инженерно-геологические исследования на о. Земля Александры архипелага Земля Франца-Иосифа, принял в них участие сначала в как геофизик-сейсморазведчик, а затем, когда встал вопрос об определении сейсмической опасности, возглавил сейсмологические наблюдения. В 1970 году инициировал сейсмологические наблюдения и в других районах Арктики. В течение 1972—1976 годов возглавлял сейсмические и сейсмологические работы на Новосибирских островах и в Западной Якутии (Восточно-Сибирская комплексная партия), в 1976—1977 годах — на архипелаге Шпицберген, в 1979—1984 годах — в Норильском рудном районе, в 1985—1988 годах — в дельте реки Лена и южной части акватории моря Лаптевых.
С 1974 года — член Полярной комиссии РГО, член Европейско-Азиатского геофизического общества, член Совета музея Арктики и Антарктики.
В 1979 году защитил кандидатскую диссертацию по теме: «Сейсмичность и глубинное строение земной коры в области континентального продолжения Срединно-Арктического пояса землетрясений (море Лаптевых и Новосибирские острова)».
В 1989 году возглавлял первые глубинные сейсмические исследования на дрейфующем льду по проблеме внешней границы континентального шельфа (ВГКШ) России в Северном Ледовитом океане.
С 1994 года — Почётный полярник.
В 1996 году защитил докторскую диссертацию по теме: «Сейсмоактивные зоны Арктического региона: гипоцентрия, фокальные механизмы, динамика литосферы».
В 2000 и 2005 годах участвовал в работах по проблеме ВГКШ в Арктике на борту экспедиционного судна «Академик Федоров».
С 2002 года — член-корреспондент РАЕН.
В 2007 году участвовал в экспедиции на борту атомохода «Россия». В 2012 году участвовал на буксире-спасателе «Неотразимый» в обследовании подводных потенциально опасных объектов, захороненных в 1967—1991 годах Военно-морским флотом и Мурманским морским пароходством в карских заливах архипелага Новая Земля.
На счету Г. П. Аветисова 33 арктических полевых сезона.

## Научная деятельность
Исследование сейсмичности, тектоники и глубинного геологического строения Арктического региона. Внедрил в практику работ института сейсмологические исследования, включая и экспедиционные наблюдения в Арктике и Антарктиде, разработал первую в истории карту тектоносейсмического районирования и первый электронный банк арктических сейсмологических данных, получил сейсмические и сейсмологические данные по глубинному строению литосферы архипелага Земля Франца-Иосифа, Новосибирских островов, Норильского рудного района, Западной Якутии, дельты р. Лена и южной части моря Лаптевых; создал электронный банк арктических сейсмологических данных; внёс заметный вклад в оценку тектонической природы арктических землетрясений и разработку геодинамических моделей сейсмоактивных зон Арктики. Первый руководитель (1989 год) глубинных сейсмических исследований в Центральном арктическом бассейне по проблеме внешней границы континентального шельфа России.

### Исследования по истории географических открытий
Историко-архивные исследования географических открытий в северной полярной области Земли: издание справочников «Имена на карте Российской Арктики», «Имена на карте Арктики» и «Арктический мемориал», а также и многочисленных публикаций в профильных изданиях.
Исследования в области некрополистики: издание ряда публикаций и справочника «Арктический некрополь».

## Признание
- Диплом Ассоциации книгоиздателей «Лучшие книги года». Конкурс за 2004 год.
- В 2009 году Всероссийским фондом полярных исследователей награждён орденом Б. А. Вилькицкого[17].
- В 2010 году награждён медалью ордена «За заслуги перед Отечеством» II степени[18].

## Основные труды
Автор ста геолого-геофизических публикаций, в том числе шести монографий (три из них переведены на английский язык), 68 историко-географических публикаций, в том числе пяти монографий.
- Аветисов Г. П. Сейсмоактивные зоны Арктики. — СПб: изд-во ВНИИОГ, 1996. — 183 с.
- Аветисов Г. П., Винник А. А. Банк арктических сейсмологических данных // Физика Земли, 1995. — № 3. — С. 78—83.
- Аветисов Г. П., Поселов В. А. (отв. редакторы) Геолого-геофизические характеристики литосферы Арктического региона. — СПб.: ВНИИОкеангеология, 1996. — Вып. 1. — 263 с.
- Аветисов Г. П. Карта неотектонической активности литосферы // Геологический атлас России м-ба 1:10000000.
- Аветисов Г. П., Погребицкий Ю .Е. (отв. редакторы). Геолого-геофизические характеристики литосферы Арктического региона. — СПб.: ВНИИОкеангеология, 1998. — Вып. 2. — 194 с.
- Аветисов Г. П. Имена на карте Российской Арктики. — СПб.: Наука, 2003. — 342 с.
- Аветисов Г. П. Фёдор Розмыслов // Геолого-геофизические характеристики литосферы Арктического региона. — СПб.: изд-во ВНИИОкеангеология, 2004. — Вып. 5. — С. 259—261.
- Аветисов Г. П. Вклад арктических геологов в укрепление минерально-сырьевой базы Родины // Геологи Северо-Запада — на алтарь Победы. — СПб., 2005. — С. 71—93.
- Аветисов Г. П. Арктический мемориал. — СПб.: Наука, 2006. — 620 с.
- Аветисов Г. П. Михаил Михайлович Ермолаев // Геолого-геофизические характеристики литосферы Арктического региона. — СПб.: изд-во ВНИИОкеангеология, 2006. — Вып. 6. — С. 205—208.
- Каминский В. Д., Поселов В. А., Глебов В. Б., Аветисов Г. П. и др. Комплексные геолого-геофизические исследования в Северном Ледовитом океане с атомного ледокола «Россия» («Арктика-2007») // Экспедиционные исследования ВНИИОкеангеология в 2007 году. — СПб.: изд-во ВНИИОГ, 2008. — С. 5—20.
- Аветисов Г. П. Сейсмологическим исследованиям НИИГА — ВНИИОкеангеология 40 лет: история, достижения, перспективы // 60 лет в Арктике, Антарктике и Мировом океане. — СПб.: ВНИИОкеангеология, 2008. — С.110—128.
- Аветисов Г. П. Сейсмологические исследования НИИГА—ВНИИОкеангеология в Арктике (история, достижения, перспективы) // Проблемы Арктики и Антарктики, № 2, 2009, — С. 27—41.
- Аветисов Г. П. Имена на карте Арктики. — СПб.: изд-во ВНИИОкеангеология, 2009. — 618 с.
- Аветисов Г. П. Имена сотрудников НИИГА—ВНИИОкеангеология на картах Арктики и Антарктиды // Проблемы Арктики и Антарктики. 2009. — № 2 (82). — С.153—166.
- Аветисов Г. П. Всеволод Александрович Березкин // Записки по гидрографии, 2010. — № 279. — С. 68-—70.
- Аветисов Г. П. Арктический некрополь. — СПб.: ООО «Посейдон», 2014. — 160 с.
- Аветисов Г. П. Нина Петровна Демме: первая женщина — начальник полярной станции // Российские полярные исследования, 2014. — № 2 (16). — C. 52—54.
- Аветисов Г. П. Выдающийся исследователь Арктики (Михаил Острекин) // С уважением к памяти. — № 5(69), май 2014 г.
- Аветисов Г. П. Арктические места, в которых мы бывали… —СПб.: ООО «Посейдон», 2015. — 160 с.
- Аветисов Г. П. Выдающийся советский метеоролог Г. Я. Вангенгейм // Российские полярные исследования, 2016. — № 2 (24). — C. 42—43.
- Аветисов Г. П. Пётр Анжу. Его мечта об исследовании Арктики сбылась // С уважением к памяти. — № 1 (101), январь 2017 г.
- Аветисов Г. П. Он сохранил для России остров Врангеля // С уважением к памяти. — № 7 (119), июль 2018 г.
- Аветисов Г. П. Николай Николаевич Урванцев. К 125-летию со дня рождения // Российские полярные исследования, 2018. — № 1. — C. 46—48.
- Аветисов Г. П. Николай Васильевич Пинегин. К 135-летию со дня рождения // Российские полярные исследования, 2018. — № 2. — C. 45—47.
- Avetisov G. P., Piskarev A. L. Deep structure of western Yakutia based on data on converted earthquakes waves // Intern.Geol.Review, 1980.— V. 22. — № 11. — P.1268—1274.
- Avetisov G. P. Seismological data on deep structure of the New Siberian Islands and adjacent sea areas // Intern.Geol.Review 1983. 25(6). — P. 651—660.
- Avetisov G. P. Some Aspects of Lithospheric Dynamics of Laptev Sea // Physics of Solid Earth, 1993.— V. 29. — № 5. — P. 402—412.
- Avetisov G. P. Earthquake hypocenters and focal mechanisms in the delta of the Lena river and its surroundings (English Translation) // Volcanology and seismology, 1993. — V. 13. — № 6. — P. 711—722.
- Avetisov G. P., Vinnik A.A. Bank of Arctic seismological data (English Translation) // Physics of the Solid Earth. 1995. — V. 31. № 3. — P. 262—267.
- Avetisov G. P. Seismotectonics of Arctic Canada (English Translation) // Physics of the Solid Earth. 1995. — V. 31. № 5. — P. 74—385.
- Avetisov G. P. Seismically active zones of the Arctic. Saint Petersburg VNIIOkeangeologia 1996 (English Translation NOAA NGDC).
- Avetisov G. P. Tectonic Factors of Intraplate Seismicity of the Western Arctic (English Translation) // Physics of the Solid Earth 1996. — V. 32. № 12. — P. 975—985.